# Chalcolepidius
Chalcolepidius — род жесткокрылых из семейства щелкунов. В составе рода около 65 видов.

## Описание
Тело широкое, удлинённое, овальной или яйцевидной формы. Покрыт короткими, уплощёнными, часто имеющими светлый или металлический оттенок чешуйками. Мезометастернальные швы рудиментарные или очень маленькие.

## Систематика
В составе рода:
- Chalcolepidius apachianus
- Chalcolepidius smaragdinus
- Chalcolepidius viridipilis
- Chalcolepidius webbi